# Phelotrupes holzschuhi
Phelotrupes holzschuhi es una especie de coleóptero de la familia Geotrupidae.

## Distribución geográfica
Habita en Yunnan, Bután, Nepal y Sikkim.